# Сэндберг, Шерил
Ше́рил Ка́ра Сэ́ндберг (англ. Sheryl Kara Sandberg, род. 28 августа 1969, Вашингтон) — американская предпринимательница, работающая COO в Facebook с 2008 года, с июня 2012 года — член совета директоров компании, первая женщина в СД компании за историю существования Facebook. До этого Кара была вице-президентом по международным веб-продажам и операциям в Google; кроме того, она принимала участие в запуске благотворительного направления Google на Google.org. Ещё ранее Кара работала директором по персоналу Министерства финансов США. В 2012 году она попала в ежегодный список Time 100, список наиболее влиятельных людей мира по версии журнала Time.
Её доход составляет 30 491 613 долларов США (на 2011 год).

## Карьера
Сэндберг родилась в 1969 году в Вашингтоне, старшей из троих детей в еврейской семье. Родители — преподаватель английского языка Адель Айнхорн и офтальмолог Джоэл Сэндберг, в 1970-е годы — активисты борьбы за права советских евреев, в 1975 году были задержаны в Кишинёве и высланы из СССР. Семья переехала в Норт-Майами-Бич, когда Шерил было два года. В школе Шерил «всегда была лучшей в классе», в старших классах в 1980-х занималась аэробикой.
В 1987 году Сэндберг поступила в Гарвард и в 1991 году закончила его со степенью бакалавра экономики и наградой John H. Williams Prize как самая успевающая студентка по экономике.
Во время обучения в Гарварде Сэндберг встретила профессора Ларри Саммерса, который стал её наставником.
Он привлёк её ассистентом в своё исследование во Всемирный банк, где она два года работала над проектами здравоохранения в Индии, связанными с проказой, СПИДом и слепотой.
С 1993 по 1995 год Сэндберг училась в Гарвардской школе бизнеса, получила диплом MBA.
После окончания бизнес-школы в течение года работала в McKinsey & Company. Затем сменила корпоративную карьеру на государственную службу и с 1996 по 2001 год возглавляла кадровую службу министра финансов США Ларри Саммерса.
В 2002 году приняла предложение Эрика Шмидта и стала вице-президентом Google по глобальным веб-продажам и операциям. Шерил Сэндберг принимала активное участие в создании и развитии программ онлайн-рекламы Google, AdWords и Ad-Sense.
Проработав в Google шесть лет, в 2008 году Сэндберг приняла предложение Марка Цукерберга и стала операционным директором Facebook.

## Личная жизнь
В 2004 году Сэндберг вышла замуж за Дэвида Голдберга (1967—2015), который позднее стал CEO в SurveyMonkey. 3 февраля 2020 года сообщила о помолвке с руководителем Kelton Global Томом Бернтхалом.

## Прочее
В 2009 году Сэндберг вошла в правление Walt Disney Company. Кроме того, она вошла в состав совета директоров Starbucks с ежегодным доходом в 280 000 долларов США. Кроме того, она входит в правление Brookings Institution, Women for Women International, V-Day и Ad Council. В 2008 году она написала статью в The Huffington Post в поддержку своего наставника, Ларри Саммерса, которого тогда сильно критиковали за его комментарии в адрес женщин. В мае 2011 года речь Сэндберг открыла церемонию вручения дипломов колледжа Барнарда.

## Рейтинги
Шерил Сандберг является одной из 50 «самых влиятельных женщин в бизнесе» по версии журнала Fortune как минимум с 2008 года. В 2007 году она заняла 29 место и была самой молодой женщиной в списке. В 2008 году она заняла 34 место. В 2009 году Шерил была номером 22, а 2010 — 16й.
Кроме того, в 2007 году, она заняла 19 место из 50 в списке «Women to Watch» Wall Street Journal. Она была 21й в этом списке в 2008 году.
В 2011 году она заняла 5 место, а в 2017 году - 4 место в списке «100 самых влиятельных женщин в мире» от «Forbes».
Сэндберг также была названа одной из «25 самых влиятельных людей в Интернете» на Business Week.